# Line Arlien-Søborg
 Der er for få eller ingen kildehenvisninger i denne artikel, hvilket er et problem. Du kan hjælpe ved at angive troværdige kilder til de påstande, som fremføres i artiklen.

Line Arlien-Søborg (født 25. juli 1966) er en dansk skuespiller. Cand. mag. i litteraturhistorie, medievidenskab og æstetik og kultur. 
Hun debuterede i Kundskabens træ i 1981, og spillede den ene hovedrolle i Nils Malmros' Skønheden og udyret. Rollen var skrevet til hende og indbragte hende efterfølgende Bodilprisen for bedste kvindelige hovedrolle og Robert for årets kvindelige hovedrolle. Efter at have medvirket i Århus by night i 1989, fortsatte hun bag kameraet som indspildningsleder i Nils Malmros' Kærestesorger og At kende sandheden. Hun har siden arbejdet som journalist på Danmarks Radio (1991-2003) og som udviklingskonsulent i Børn og Unge på Det Danske Filminstitut (2003-2013). Hun har undervist i dansk og mediefag som gymnasielærer (2014-) og arbejdet for Læger uden Grænsers Learning & Development (2022-2023).
I 2014 havde Arlien-Søborg en offentlig diskussion med Nils Malmros om en #metoo sag under premieren på Skønheden og Udyret, hvor Malmros havde erklæret følelser for den dengang meget unge Arlien-Søborg.

## Filmografi
- Kundskabens træ (1981)
- Skønheden og udyret (1983)
- Århus by night (1989)
- At kende sandheden (2001)
- Kærestesorger (2008)